# الجمعية اليمانية الكبرى
الجمعية اليمانية الكبرى هي حزب معارض للإمام يحيى حميد الدين إمام المملكة المتوكلية اليمنية أُنْشِئ في 1946م تأسست برئاسة محمد محمود الزبيري وتولى أحمد محمد نعمان سكرتيرها العام، كامتداد لحزب الأحرار الذي أسسه النعمان والزبيري في عدن عام 1944م ولكن السلطات البريطانية أوقفت نشاطه، تأسست الجمعية بعد أن رفعت بريطانيا الأحكام العرقية في مستعمرة عدن بعد الحرب العالمية الثانية فقام النعمان والزبيري بتأسيسها.
حصلت الجمعية على امتياز لإصدار صحيفة “صوت اليمن” في يناير 1946م ووضعت برنامجاً لنشر الوعي الثقافي والوطني عن طريق المحاضرات وإصدار صحيفة صوت اليمن.

## الأهداف
جاء في بيان إنشاء الجمعية المطالبة بإنشاء مجلس شورى منتخب وإقرار دستور للبلاد وكفالة الحرية لكل فرد والمساواة بين المواطنين وقد اتسع نشاط الأحرار بين أوساط الجماهير بعد تأسيس الجمعية وكان همهم هو إنشاء مطبعة خاصة بالجمعية تمكنهم من طباعة صحيفتهم ونشراتهم وما يصدر من مؤلفات وكتيبات. 
وقد قيل إن الشهيد الزبيري كتب أروع قصائده الوطنية في مقر الجمعية اليمنية الكبرى بعدن، أبرزها قصيدته التي مطلعها يقول:

## رسالة إلى الإمام في 1946م

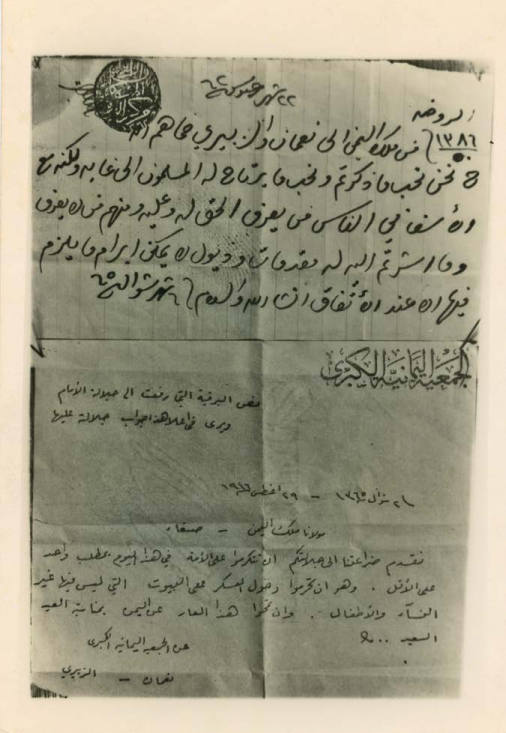
رسالة من الجمعية اليمنية الكبرى لإمام اليمن ورده عليها

| الجمعية اليمانية الكبرى | 2 شوال 1365هـ – 29 أغسطس (آب) 1946م مولانا ملك اليمن – صنعاء نقدم ضراعتنا إلى جلالتكم أن تتكرموا على الأمة في هذا اليوم بمطلب واحد على الأقل. وهو أن تحرموا دخول العسكر على البيوت التي ليس فيها غير النساء والأطفال. وأن تمحوا هذا العار عن اليمن بمناسبة العيد السعيد. عن الجمعية اليمانية الكبرى نعمان – الزبيري | الجمعية اليمانية الكبرى |
| — رسالة،                | |                         |

- رد الإمام :

| الجمعية اليمانية الكبرى | من ملك اليمن إلى نعمان والزبيري حماهم الله نحن نحب ما ذكرتم ونحب ما يرتاح له المسلمون إلى غاية ولكنه مع الأسف في الناس من يعرف الحق له وعليه ومنهم من لا يعرف. وما أشرتم إليه له مقدمات وذيول لا يمكن إبرام ما يلزم فيها إلا عند الإتفاق إن شاء الله والسلام. 6 شوال 1365هـ | الجمعية اليمانية الكبرى |
| — رسالة،                | |                         |